# Луб'янська сільська рада (Бородянський район)
| Луб'янська сільська рада — колишній орган місцевого самоврядування у Бородянському районі Київської області з адміністративним центром у с. Луб'янка. Сільській раді підпорядковані населені пункти: - с. Луб'янка |

## Склад ради
Рада складалася з 18 депутатів та голови.

### Керівний склад ради
| ПІБ                         | Основні відомості                                                                 | Дата обрання | Дата звільнення |
| --------------------------- | --------------------------------------------------------------------------------- | ------------ | --------------- |
| Іваненко Володимир Іванович | Сільський голова, 1959 року народження, освіта, член Комуністичної партії України | 26.03.2006   | 31.10.2010      |
| Фільченко Леся Іванівна     | Сільський голова, 1970 року народження, освіта вища, позапартійна                 | 31.10.2010   | 03.11.2015      |
| Новиченко Анатолій Петрович | Сільський голова, 1952 року народження, освіта вища, позапартійний                | 04.11.2015   |                 |

Примітка: таблиця складена за даними джерела